# Lega Bah
Pour les articles homonymes, voir Bah.
Lega Bah, née Néné Gallè Bah à Télimélé, est une interprète et musicienne guinéenne.

## Biographie et études
Néné Gallè Bah naît à Télimélé,. Elle fait ses études primaires à Gamal Abdel Nasser de Télimélé puis continue au collège jusqu’en huitième année à Kolly, avant d'arrêter ses études pour se lancer dans la musique.

## Carrière musicale

### Début
Léga Bah joue souvent avec l'orchestre de sa préfecture, Le Télé Jazz.
À l’âge de 22 ans, elle rejoint la capital Conakry et est accueilli par Abdoulaye Breveté à Télimélé et par Farba Lélouma à Conakry.
En 1984, en Sierra Léone, elle monte sur scène pour la première fois.

### La suite
Après la Sierra Leone, fait une petite pause dû à la maternité, puis reste pendant quatre ans dans la ville de Labé avant de revenir à Conakry, auprès de Justin Morel Junior.

## Tournées

### Nationales
Lega Bah a fait des tournées presque dans toutes les préfectures de la Guinée.

### Africaines
Lega Bah a parcouru l'Afrique, notamment en Sierra Léone, au Sénégal, en Côte d'Ivoire et en Gambie.

### Internationale
En 2007, elle entame des tournées en Europe : elle a joué en France, en Italie, en Hollande, en Suisse, en Allemagne.
En 2010, elle va en Amérique du Nord avec des concerts aux États Unis puis au Canada.